# 베를린 천문대

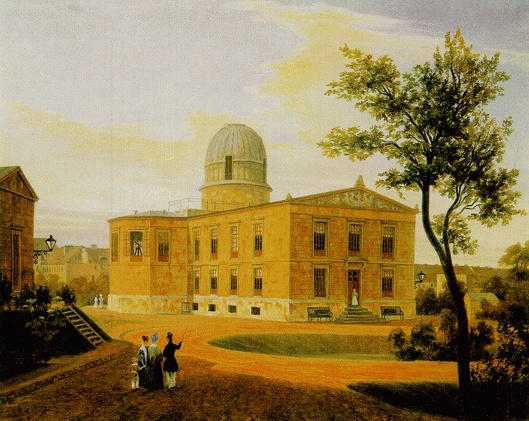
1838년, 린덴 거리의 신 베를린 천문대. 해왕성이 1846년 이곳에서 관측되었다.

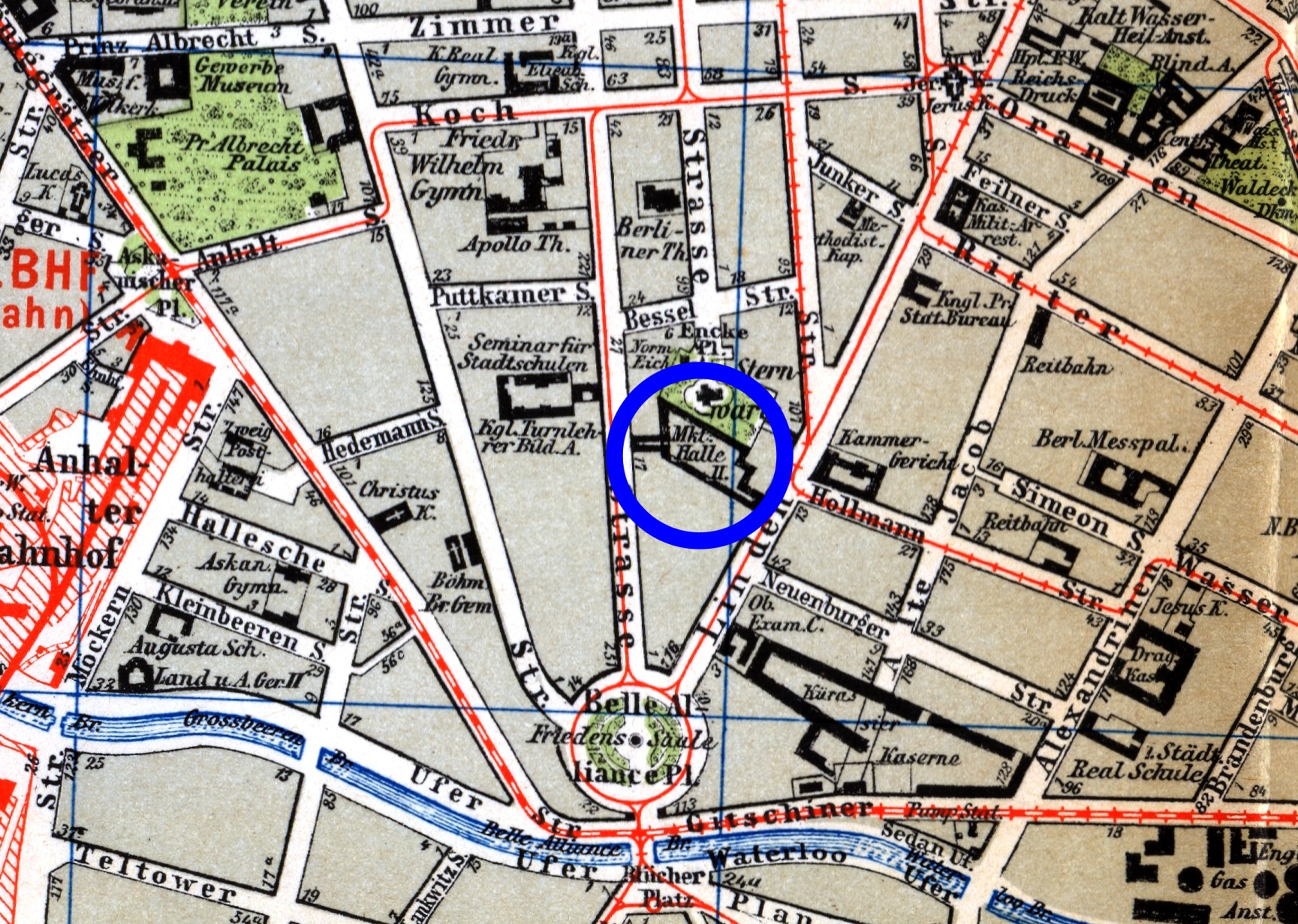
신 베를린 천문대(Neuer Berliner Sternwarte)의 위치(1835~1913)

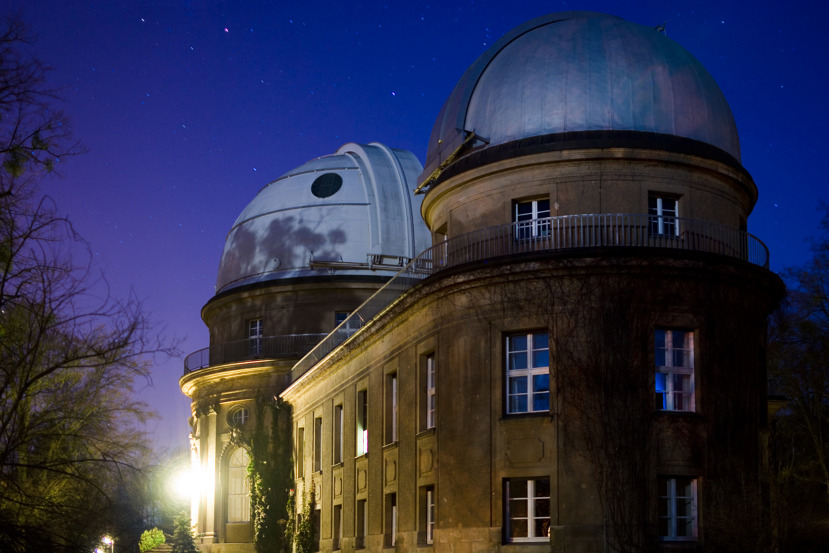
1913년, 모든 천문학 활동을 바벨스베르크의 천문대로 옮겼다.

베를린 천문대(독일어: Berliner Sternwarte)는 18세기에 건립된 베를린에 위치한 천문대를 시작으로 하여 그 후에 세워진 천문대를 관장하는 독일의 과학 기구로, 1700년 고트프리트 라이프니츠가 주최한, 훗날 프로이센 과학 아카데미의 전신이 되는 브란덴부르크 과학협회(독일어: Sozietät der Wissenschaften)에서 그 기원을 찾을 수 있다. 과학협회가 가진 천문대는 없었으나, 천문학자였던 고트프리트 키르흐가 베를린에 간소한 사립 천문대에서 천체 관측을 하고 있었고, 그의 도움으로 첫 천문대가 1711년 제공되었다.
1825년 프리드리히 빌헬름 3세로부터 천문대 책임자로 임명받은 요한 프란츠 엔케는 알렉산더 폰 훔볼트의 도움을 받아 1주일 중에 밤 두 번을 공공 개방하는 조건으로 국왕의 재가로 공립 천문대를 세울 기금을 받았다. 천문대 건물은 카를 프리드리히 싱켈이 설계했으며, 천문대는 1835년 개장했다. 이때 개장한 천문대는 현재 국제천문연맹(IAU) 천문대 번호 548번이다.
원래는 도시 외곽에 세워진 천문대였지만 도시 구역이 확장되면서 두 세기만에 거주 지역 한복판에 위치하게 되었고, 이것은 천문 활동을 하는 데 큰 방해가 되었다. 그래서 천문학자들은 천문대를 이장할 필요를 느끼고 포츠담과 바벨스베르크로 1913년 천문대를 이장하고 모든 기능을 옮겼다. 1992년부터는 포츠담의 라이프니츠 천체물리학 기구(AIP)가 관리하지만, 20세기 이후로는 독일 내에서 학술적 용도로 관측하는 경우가 거의 없다.